# Габриэль д’Эстре
Габриэ́ль д’Эстре́ (фр. Gabrielle d'Estrées, 1573, Монлуи-сюр-Луар — 10 апреля 1599, Париж) — герцогиня де Бофо́р и де Верне́й, маркиза де Монсо́, официальная фаворитка французского короля Генриха IV.

## Биография
Родилась в 1573 (по другой версии в 1570 или 1571) году и была шестой из восьмерых детей начальника артиллерии Антуана д’Эстре и его жены Франсуазы Бабу де Лабурдезьер.
По утверждениям некоторых современников, в возрасте 16 лет за шесть тысяч экю была продана матерью королю Генриху III. Вот как описывали прибытие Габриэль в Париж:

Богатая прическа, украшенная оправленными в золото бриллиантами, выгодно выделяла её среди многих других дам. Хотя она носила платье из белого атласа, оно казалось серым по сравнению с природной белизной её тела. Глаза её небесного цвета блестели так, что трудно было определить, чего больше в них: сияния солнца или мерцания звёзд. Лицо её было гладким и светящимся, точно драгоценная жемчужина чистой воды. У неё были соболиные, темного цвета, изогнутые брови, слегка вздёрнутый носик, рубинового цвета чувственные губы, грудь белее и глаже слоновой кости, а руки, кожа которых могла сравниться лишь со свежестью лепестков роз и лилий, отличались таким совершенством пропорций, что казались шедевром, созданным природой.
Королю девушка, якобы, не понравилась (она напоминала Генриху его нелюбимую жену Луизу), и ходили слухи, что в дальнейшем Габриэль довольно долго переходила из рук в руки: принадлежала итальянскому финансисту Себастиану Замету, год жила с кардиналом де Гизом, затем последовательно принадлежала герцогу де Лонгвилю и Роже де Бельгарду, а также нескольким дворянам из окрестностей замка Кёвр, пока в 1590 с ней не познакомился король Генрих IV. Версия, согласно которой, именно Бельгард представил Габриель королю, и тот её у него увел, пользуется наибольшей популярностью, так как об этом несколько раз упоминает Таллеман де Рео в своих «Занимательных историях».
Генрих сделал её своей любовницей и для вида в феврале 1591 года повенчал с Николя д’Амерваль де Лианкуром (брак был расторгнут в 1594 году). Красивая и остроумная Габриэль оказывала большое влияние на короля, благодаря своей фаворитке Генрих принял католицизм и даже хотел развестись с Маргаритой Валуа, чтобы жениться на Габриэль.
Возведенная в герцогини де Бофор и маркизы де Монсо, Габриэль, скромная и не употреблявшая во зло своё влияние на короля, пользовалась общим расположением двора. В июне 1594 года, через три месяца после провозглашения Генриха королём Франции, д’Эстре родила сына, которого в честь Гая Юлия Цезаря назвали Сезаром. В 1595 году король узаконил мальчика, а в 1598 пожаловал ему титул герцога Вандомского.
26 марта 1596 года в Руане Габриэль родила дочь Екатерину-Генриетту, которая в свою очередь была названа в честь родной тётки, сестры отца Екатерины де Бурбон, которая была близкой подругой Габриэль. Ещё одного королевского бастарда, сына Александра фаворитка родила в 1598 году.
В 1599 году бездетный брак Генриха IV с Маргаритой Валуа был расторгнут. В марте 1599 года Генрих передал Габриэль коронационное кольцо, и потому она была уверена, что вскоре последует свадьба. Однако 9 апреля у находившейся на четвёртом месяце беременности Габриэль случился приступ эклампсии, и она родила недоношенного мальчика. Король был вызван из Фонтенбло в Париж, однако ко времени его прибытия 10 апреля Габриэль уже была мертва. При дворе поговаривали, что фаворитка была отравлена в результате заговора придворной партии контрреформатов, заинтересованных в заключении брака короля с представительницей семейства Медичи. Габриэль была похоронена в аббатстве Нотр-Дам-ла-Рояль де Мобюиссон в Иль-де Франсе.
17 декабря 1600 года в Лионе король женился на тосканской принцессе Марии Медичи, которая впоследствии родила ему шестерых законных детей, в том числе и будущего короля Франции Людовика XIII Справедливого.
Приписываемые Габриэль «Mémoires» (П., 1829; новое изд., 1852) — вероятно, подделка.

## Семья
От связи с Генрихом IV имела детей:
- Сезар (1594—1665), с 1598 1 герцог де Вандом. Жена с 1608 г. — Франсуаза Лотарингская (1592—1669), 3 герцогиня де Меркер и герцогиня де Пантьевр
- Екатерина Генриетта (1596—1663), известна как «Мадмуазель де Вандом»; муж с 1619 — Карл II Лотарингский (1596—1657), 2 герцог д’Эльбёф, граф д’Аркур, в браке родила шестерых детей.
- Александр де Вандом (1598—1629), известен как «Шевалье де Вандом», великий приор Мальтийского ордена, в 1626 году участвовал в заговоре против кардинала Ришельё, за что был заключён в Венсеннский замок, где и умер.
- мертворождённый сын (1599).

## В литературе
- Габриэль д’Эстре — одна из главных героинь в романе Генриха Манна «Зрелые годы короля Генриха IV» (1938). В экранизации «Генрих Наваррский[фр.]» (Франция, Германия) роль Габриэль исполнила Хлоя Стефани.
- Главная героиня романа Огюста Маке «Прекрасная Габриэль или Дочь Мельника» (1855).
- Вольфрам Флейшгауэр «Пурпурная линия».

## Комментарии
1. ↑  Достоверность этой легенды вызывает большие сомнения по ряду причин; если исходить из даты рождения Габриель ок. 1573, то ей едва могло исполниться 16 лет ко времени смерти Генриха III, который уже несколько лет был импотентом, и не имел надобности в покупке чьей-либо девственности (Desclozeaux, p. 7)
2. ↑  Таллеман де Рео не был современником событий (хотя в молодости видел Бельгарда, уже бывшего стариком), и, передавая сплетни конца XVI века, не был вполне уверен в том, что Габриель состояла в связи с этим вельможей.